# Cehal (gmina)
Cehal – gmina w Rumunii, w okręgu Satu Mare. Obejmuje miejscowości Cehal, Cehăluț i Orbău. W 2011 roku liczyła 1594 mieszkańców.